# Ahn Chang-ho
Ahn Chang-ho (안창호, 安昌浩, 1878-1938) est un militant indépendantiste coréen. Il est également connu sous son nom de plume, Dosan, en référence au nom coréen des iles d'Hawaï. Ahn est un des membres fondateurs de la Sinminhoe et du gouvernement en exil de la Corée et peut-être l'auteur du texte de l'Aegukga, l'hymne national sud-coréen.

## Biographie
Ahn Chang-ho est né le 9 novembre 1878 à Kangso dans la province du Pyongan du Sud. En 1894, Ahn part pour Séoul où il suit les cours d'une école animée par la mission presbytérienne locale (Gusae Hakdang), dirigée par Horace G. Underwood et le Rev. F.S. Miller. C'est alors qu'il se convertit au protestantisme. Simultanément, il travaille comme assistant du Dr. Oliver R. Avison à Jejungwon, la plus ancienne institution médicale de Corée, qui a été depuis intégrée au Centre hospitalier universitaire de l'université Yonsei. Dès la fin du siècle, il rejoint l’Association pour l'indépendance dont il crée la section de Pyongyang. Pour élargir son horizon, il se rend aux États-Unis (Hawaï, San Francisco) en 1902. En 1906, après le traité d'Eulsa et l'établissement du protectorat japonais sur la Corée, il retourne dans son pays et fonde la Sinminhoe, un groupe de résistance. Il est arrêté en 1909 car il est soupçonné d'être impliqué dans l'assassinat du résident général Hirobumi Ito. Il s'exile en 1913 et mène dès lors sa lutte depuis l'étranger (États-Unis, Chine) avant de revenir en Corée où il est emprisonné plusieurs fois. Il est le père de l'acteur américain Philip Ahn.

## Référence
1. ↑  Les Coréens dans l'histoire, « Ahn Chang-ho, militant phare pour l’indépendance de la Corée », KBSworld, le 18 août 2011.